# Janusz Michalewicz
Janusz I. Michalewicz (ur. 28 czerwca 1943 roku w Stanisławowie) – polski aktor teatralny, ekonomista, przedsiębiorca, publicysta – wolny strzelec. Autor i wydawca książek opisujących Polskę w XX-XXI w., relacje osobiste Polaków, życie artystyczne, teatry i kulturę studencką, transformację po 1989 r. i politykę gospodarczą Polski. Publikował w wielu periodykach: "Gazeta Robotnicza", "Sprawy i Ludzie", "Kwartalnik Prawniczy", "Odra", "Odrodzone Słowo Polskie".

## Życiorys
Urodził się na polskich ziemiach wschodnich pozostających ówcześnie pod okupacją. W 1945 roku przyjechał na Dolny Śląsk, do Kamiennej Góry. Tam rozpoczął szkolną edukację. W 1953 roku zamieszkał we Wrocławiu. Jest absolwentem XII Liceum Ogólnokształcącego im. Bolesława Chrobrego. Zanim ukończył kierunek ekonomika przemysłu na Wydziale Gospodarki Narodowej w Wyższej Szkole Ekonomicznej, studiował polonistykę w Uniwersytecie Wrocławskim. W 1974 roku na Wydziale Prawa i Administracji Uniwersytetu Wrocławskiego ukończył studia podyplomowe, a w 1988 roku na Politechnice Wrocławskiej, Studium organizacji i zarządzania "Szkołę Dyrektorów". W latach 1962–1971 związany był z teatrami i filmem. W 1971 roku pełnomocnik ds. zatrudnienia absolwentów skierował go do wypełnienia obowiązku pracy w zawodzie ekonomisty. Do 1974 roku pracował w spółdzielczości; w Oddziale CZSBM we Wrocławiu, na stanowisku lustratora, a następnie jako prezes spółdzielni mieszkaniowej w Strzelinie. W latach 1974–1990 pracował w przedsiębiorstwach państwowych na stanowiskach dyrektorskich: w kulturze w PPIA "Impart", w budownictwie we Wrocławskiej Jedynce Przemysłowej, WPBP Nr 1, PUSB, PBM "Północ" oraz w handlu i usługach we Wrocławskiej Centrali Materiałów Budowlanych i ZTB "Infobiuro". W latach 1984–1988 był radnym we Wrocławiu, w dzielnicy Krzyki. W 1990 roku Janusz Michalewicz założył rodzinną firmę wielobranżową: "Comex". Zajmującą się importem i handlem w branżach: medycznej, grzewczej, wentylacyjnej.  Przekształconą w Przedsiębiorstwo Techniki Wentylacji, Klimatyzacji "Comex" oraz "Comex Deweloperstwo". Firma "Comex", we wrześniu 2020 roku obchodziła 30lecie istnienia.    
W 2010 roku wydał publikację z okazji 60-lecia Zrzeszenia Studentów Polskich. Jest członkiem Stowarzyszenia Dziennikarzy Rzeczypospolitej Polskiej. Od 2023 roku członek zespołu redakcyjnego "Odrodzone Słowo Polskie" - niezależnej gazety polskiej.

## Odznaczenia
- Zasłużony dla Wrocławskiej Jedynki Przemysłowej (1978)
- Brązowy Krzyż Zasługi (1979)
- Zasłużony dla Wrocławia i Województwa Wrocławskiego (1980)
- Medal 40-lecia PRL (1984)
- Srebrny Krzyż Zasługi (1986)
- Złota Odznaka Zasłużony dla Stowarzyszenia Dziennikarzy RP Dolnego Śląska (2021)

## Życie prywatne
Z żoną Marią Barbarą Michalewicz z d. Maik, absolwentką Wydziału Inżynieryjno-Ekonomicznego Politechniki Szczecińskiej oraz Podyplomowego Studium Tłumaczy na Uniwersytecie Wrocławskim, licencjonowaną tłumaczką języka angielskiego, ma dwoje dzieci. Córka Marta (ur. 1974) jest lekarzem stomatologiem, syn Bartosz (ur. 1976) jest absolwentem Technikum Mechanicznego i Akademii Ekonomicznej. Jego wnukami są: Juliusz (2003), Hanna (2006) oraz Kacper (2006).

## Książki
- „Ten zły” 2007 r. Wydawca " Comex" we Wrocławiu
- „Chapeau bas” 2008 r.,
- „My i Oni: Nasz Jubileusz” 2010 r. Wydawca "Comex" we Wrocławiu
- „Czy warto było… Szkic o teatrzykach studenckich i nie tylko: widziane ze środka i z boku” 2010 r.
- „Czy warto było… O dawnych teatrach i kulturze studenckiej”. Wydanie drugie poszerzone, 2011 r. ISBN 978-83-7432-763-7
- „Pałacyk pełen kultury”, 2012 r. ISBN 978–83-934102-9-3. Książka zgłoszona była do konkursu "Pióro Fredry" na Międzynarodowych Targach Książki we Wrocławiu. W 2012 r. znalazła się na liście bestsellerów Centralnej Księgarni Naukowej Bolesława Prusa w Warszawie – PRUS24.pl
- „Recykling wspomnień Starszego Pana”, 2020 r. ISBN 978-83-934102-3-1 Obejmuje historię XX i XXI w. Zawiera eseje, antologię kultury i sztuki, teatru, życia kulturalnego, socjologii i społeczeństwa, polskiej polityki i administracji publicznej.

## Działalność artystyczna
W okresie studiów (1962–1969) był aktorem Teatru "Kalambur" we Wrocławiu. Sławę doskonałego recytatora zdobył interpretacją wierszy K.I. Gałczyńskiego, w szczególności "Inge Bartsch".
Po studiach występował w kilku teatrach:
- w sezonie 1969–1970 w Teatrze im. Al. Fredry w Gnieźnie,
- w sezonie 1970–1971 w Teatrze Dolnośląskim w Jeleniej Górze.

W latach 1964–1966 był kierownikiem "Teatru Otwartej Sceny" w Studenckim Klubie Pałacyk we Wrocławiu. W latach 1974–1977 pełnił funkcję dyrektora w Przedsiębiorstwie Imprez Artystycznych "Impart" we Wrocławiu.

### Role teatralne
|  |  | Sztuka                                     | Autor                       | Reżyser             | Rola                                                                    | Teatr                          | Data premiery |
|  |  | ------------------------------------------ | --------------------------- | ------------------- | ----------------------------------------------------------------------- | ------------------------------ | ------------- |
|  |  | Chmury                                     | Arystofanes                 | Włodzimierz Herman  | Student                                                                 | Teatr Kalambur Wrocław         | 1964-03-23    |
|  |  | Święta Joanna                              | George Bernard Shaw         | Józef Gruda         | Giermek lorda Warwicka                                                  | Teatr Rozmaitości Wrocław      | 1964-04-04    |
|  |  | Lubow Jarowaja                             | Konstanty Treniew           | Szymon Szurmiej     | Oficer                                                                  | Teatr Rozmaitości Wrocław      | 1964-11-06    |
|  |  | Gyubal Wahazar                             | Stanisław Ignacy Witkiewicz | Włodzimierz Herman  | Książę, kat Morbidetto                                                  | Teatr Kalambur Wrocław         | 1967-05-21    |
|  |  | Futurystykon                               | scenariusz Mieczysław Orski | Włodzimierz Herman  | Recytator                                                               | Teatr Kalambur Wrocław         | 1967-09       |
|  |  | Dobrodziej złodziei                        | Karol Irzykowski            | Bogusław Litwiniec  | Alizarin, Lee, Pedantino, Wiceprzew. Klubu Oryginałów, Pius, Prokurator | Teatr Kalambur Wrocław         | 1967-12-09    |
|  |  | Cud mniemany czyli ... Krakowiacy i górale | Wojciech Bogusławski        | Kozłowski Tadeusz   | Góral                                                                   | Teatr Dolnośląski Jelenia Góra | 1968-01-19    |
|  |  | Amatorzy                                   | Bogusław Litwiniec          | Bogusław Litwiniec  | Józef                                                                   | Teatr Kalambur Wrocław         | 1968-10       |
|  |  | Magazyn mód                                | Iwan Kryłow                 | Dobrowolski Andrzej | Lestow                                                                  | Teatr im.Fredry Gniezno        | 1969-11-05    |
|  |  | Teatr Klary Gazul                          | Prosper Mérimée             | Wanda Laskowska     | Żongler, Służba Trybunału                                               | Teatr Dolnośląski Jelenia Góra | 1970-09-19    |
|  |  | Świętoszek                                 | Moliere                     | Jowita Pieńkiewicz  | Walery                                                                  | Teatr Dolnośląski Jelenia Góra | 1971-01-16    |

### Role filmowe
- 1972 – Uciec jak najbliżej jako chłopiec z namiotu
- 1971 – Motodrama jako żużlowiec
- 1969 – Sąsiedzi jako Piekarczyk
- 1969 – Ostatni świadek jako Marek, milicjant-"geolog"